# Jules Bastin
‎
Jules Bastin, belgijski general, * 23. marec 1889, † 1. december 1944.

## Življenjepis
Bastin se je proslavil med prvo svetovno vojno s svojimi desetimi poskusi (zadnji uspešen) pobega iz nemškega ujetništva, kjer je bil od leta 1914.
Med 1939 in 1940 je bil načelnik štaba konjeniškega korpusa. Po belgijski kapitulaciji je odšel preko Dunkerquea v Združenim kraljestvom, od koder je bil kmalu poslan nazaj za potrebe podtalnega bojevanja; prevzel je poveljstvo Belgijske legije. 30. julija 1942 ga je belgijska vlada v izgnanstvu imenovala za komandanta vseh belgijskih odporniških skupin - Tajne armade.
Nemci so ga prijeli novembra 1943 in ga poslali v koncentracijsko taborišče Gross Rosen, kjer je umrl 1. julija 1944.
Posmrtno je bil avgusta 1946 imenovan za generala.